# Darwin Ríos
Darwin Ríos Pinto (La Bélgica, 25 aprile 1991) è un calciatore boliviano, attaccante dell'Aurora.

## Palmarès

### Club

#### Competizioni nazionali
- Campionato moldavo: 2

Sheriff Tiraspol: 2011-2012, 2012-2013
- Liga Nacional B: 1

Guabirá: 2015-2016